# 乌雷亚德哈隆
乌雷亚德哈隆，是西班牙阿拉贡自治区萨拉戈萨省的一个市镇。 总面积26平方公里，总人口325人（2001年），人口密度13人/平方公里。